# 클뤼버-부시 증후군
클뤼버-부시 증후군(Klüver–Bucy syndrome)은 내측 측두엽(편도핵 포함)의 양측 병변으로 인한 증후군이다. 클뤼버-부시 증후군은 강박적인 식사, 과도한 성애, 부적절한 물건을 입에 삽입(과잉행동), 시각 무지 및 순순함을 나타낼 수 있다.

## 같이 보기
- 우르바흐-비테 증후군